# Antwerpsche Diamantkring
Antwerpsche Diamantkring è stata fondata nel 1928 ad Anversa, in Belgio, diventando la prima borsa di diamanti al mondo dedicata esclusivamente al commercio di diamanti grezzi.
È membro della Federazione mondiale delle Borse di diamanti.
L'85% della fornitura mondiale di diamanti è quotata ad Anversa, in particolare nell'Anpsps Diamantkring.

## Presidenti del Consiglio di amministrazione
- 1929-1957 Gustave Garitte
- 1957-1961 Frans Beukelaar
- 1961-1972 Israel Beck
- 1973-1979 Michel Fraenkel
- 1979-1987 Sammy Hutterer
- 1987-1999 Isi Beck
- 1999-2003 Gerson Goldschmidt
- 2003-2012 David Wahl
- 2012- Alfred (Freddy) Inzlicht

## Rough Diamond Day
Il Rough Diamond Day è un evento internazionale semestrale dedicato al commercio di diamanti grezzi, organizzato da Antwerpsche Diamantkring.